# Code of Silence
Code of Silence is een Amerikaanse actiefilm uit 1985 geregisseerd door Andrew Davis, met in de hoofdrollen Chuck Norris, Henry Silva, Dennis Farina en Molly Hagan. De film werd op 3 mei 1985 in de Verenigde Staten uitgebracht.

## Verhaal
In een van de achterbuurten van Chicago proberen twee politieagenten te infiltreren in een enorme cocaïnedeal van een Zuid-Amerikaanse bende. Hun plan mislukt doordat een andere bende de arrestatie verhindert en de hele voorraad cocaïne steelt. Een verwoed vuurgevecht tussen de politie en de twee bendes volgt. Daarbij doodt een van de agenten een onschuldige tiener. Wanneer ook nog de 19-jarige dochter van een van de bendeleiders wordt ontvoerd, ontstaat een bloedige oorlog tussen de politie, de misdadigers en een aantal lijfwachten.

## Rolverdeling
| Acteur          | Personage             |
| --------------- | --------------------- |
| Chuck Norris    | sergeant Eddie Cusack |
| Henry Silva     | Luis Comacho          |
| Bert Remsen     | commandant Kates      |
| Molly Hagan     | Diana Luna            |
| Dennis Farina   | Dorato                |
| Mike Genovese   | Tony Luna             |
| Nathan Davis    | Felix Scalese         |
| Ralph Foody     | Cragie                |
| Allen Hamilton  | Ted Pirelli           |
| Ron Henriquez   | Victor Comacho        |
| Joe Guzaldo     | Nick Kopalas          |
| Ron Dean        | Brennan               |
| Joseph Kosala   | luitenant Kobas       |
| Wilbert Bradley | Spider                |